# Polygonia pryeri
Polygonia pryeri är en fjärilsart som beskrevs av Oliver Erichson Janson 1878. Polygonia pryeri ingår i släktet Polygonia och familjen praktfjärilar. Inga underarter finns listade i Catalogue of Life.